# کارل نواچک
 کارل نواچک (انگلیسی: Karel Nováček؛ زاده ۳۰ مارس ۱۹۶۵) یک تنیس‌باز اهل جمهوری چک است.